# Carlo Paolo Marchesi
Carlo Paolo Enrico Marchesi (Tortona, 29 giugno 1800 – Sassari, 10 luglio 1840) è stato un ingegnere e disegnatore italiano.

## Biografia
Si trasferì in Sardegna nel maggio del 1822 con l'incarico di disegnatore dell'Azienda di Ponti e Strade. Dal 1822 al 1835 fu distaccato presso la direzione generale di Cagliari alle strette dipendenze del capitano ingegnere Giovanni Antonio Carbonazzi, che ricopriva il ruolo di responsabile regionale. Nel 1835 fu trasferito a Sassari, dove divenne responsabile del distretto del Genio Civile con il titolo di ingegnere di 2ª classe. Lavorò a Cagliari, Sassari, Nuoro e Alghero.

## Progetti
Durante la sua breve vita ebbe modo di progettare diverse strutture civili e il piano di ampliamento della città di Sassari. Si ricordano:
- L'ospedale di Cagliari (progetto di massima).
- Il Conservatorio della Divina Provvidenza di Cagliari (progetto esecutivo e direzione dei lavori).
- Il piano di sistemazione della piazza S. Pancrazio di Cagliari (progetto di massima).
- Il piano di ampliamento della città di Sassari del 31 maggio 1837, approvato da Carlo Alberto il 9 dicembre 1837. Il piano Marchesi modificò in parte il progetto dell'architetto Giuseppe Cominotti del 12 agosto 1829 (progetto di massima).
- Progetto delle carceri di Nuoro del 31 marzo 1838 (progetto esecutivo e direzione dei lavori) e di Tempio Pausania (La Rotonda) completate postume nel 1845.

Enrico Marchesi era anche un valente disegnatore e in collaborazione con l'architetto Giuseppe Cominotti, di cui era collega, amico oltre che estimatore, disegnò:
- La "Raccolta di N. XVI vedute prese sulla centrale strada di Sardegna dedicate a S.E. Il Marchese di Villahermosa di sua patria amatore zelantissimo MDCCCXXXII", tavole disegnate dal vero fra il 1827 e il 1832 e incise a Parigi da artisti francesi nell'azienda litografica di Mademoiselle Formentin nel 1832.
- La "Pianta della città di Cagliari col disegno de' suoi principali edifizj" del 1832, incisa in rame su doppio foglio dal famoso incisore milanese Stanislao Stucchi.
- La "Pianta della città di Sassari col disegno de' suoi principali edifizj", probabilmente del 1832, incisa in rame su doppio foglio dall'incisore milanese Stanislao Stucchi.

Enrico Marchesi, che nel 1832 aveva sposato la cagliaritana Elisabetta Cappai, sorella della moglie dell'ingegnere Giovanni Antonio Carbonazzi, nei suoi continui spostamenti fra Nuoro, Sassari e Alghero contrasse la malaria e dopo una lunga e spossante malattia morì a Sassari il 10 luglio 1840, lasciando una giovane vedova e quattro figli in tenera età. Il comune di Sassari, per onorare il lavoro e la persona dell'ingegnere, costruì una tomba (a totale carico dell'amministrazione comunale) nel cimitero monumentale della città.